# Kaneyoshi Tabuchi
Pour les articles homonymes, voir Tabuchi.
Kaneyoshi Tabuchi (田渕 銀芳, Tabuchi Kaneyoshi, 1917 - 1997) est un photographe japonais.

## Référence
- (en) Cet article est partiellement ou en totalité issu de l’article de Wikipédia en anglais intitulé « Kaneyoshi Tabuchi » (voir la liste des auteurs).